# بخش باوله
بخش باوله یکی از بخش‌های تابع شهرستان سنقر در استان کرمانشاه در غرب ایران است.
مرکز این بخش روستای باوله می‌باشد.

## تاریخچه
بخش باوله قبلاً بخشی از بخش مرکزی شهرستان سنقر بود. در تاریخ ۲۷ تیرماه ۱۴۰۰ با تصمیم هیأت وزیران و در راستای اجرای مادۀ ۱۳ قانون تعاریف و ضوابط تقسیمات کشوری، بخش باوله از ترکیب دو دهستان باوله و گاورود در شهرستان سنقر و کلیایی به مرکزیت روستای قدیمی باوله تشکیل شد و به واحدهای تقسیمات کشوری استان کرمانشاه اضافه شد.
زبان مردم باوله کُردی جنوبی(کلیایی) است.

## تقسیمات کشوری
- بخش باوله
  - دهستان گاورود
  - دهستان باوله